# Santa María de Cejo
Cejo (llamada oficialmente Santa María de Cexo) es una parroquia del municipio español de Verea, en la provincia de Orense, Galicia.

## Toponimia
La parroquia también es conocida por el nombre de Santa María de Cejo.

## Historia
Hacia mediados del siglo XIX, la parroquia, ya por entonces perteneciente a Verea, tenía contabilizada una población de 380 habitantes. Aparece descrita en el sexto volumen del Diccionario geográfico-estadístico-histórico de España y sus posesiones de Ultramar de Pascual Madoz con las siguientes palabras:

CEJO (Sta. Maria de): felig. en la prov. y dióc. de Orense (5 leg.), part. jud. de Bande (1 1/2), ayunt. de Verea (1/2). sit. al estremo O. de la prov., cerca de los confines del concejo de Castro Liboreiro (reino de Portugal), donde la combaten los vientos N. y NO. El clima es frio y bastante saludable, Comrpende, ademas del l. de su nombre, los de Barreiros, Castro y Fontechide, que reunen unas 55 casas. La igl. parr. dedicada á Ntra. Sra., está servida por un cura, cuyo destino es de entrada y de provision ordinaria. Tambien hay cementerio sit. al NO. de la parr. en paraje que no ofende á la salud pública; y una ermita titulada del Patrocinio de San José, la cual es de propiedad particular. Confina el térm. N. felig. de San Mamed de Albos; E. las de Santiago de Amoroce, y San Andrés de Gontan; S. la de Sta. Eulalia de Portela, y O. la de San Adrian de Cejo, estendiéndose 1/2 leg. de N. á S. y lo mismo de E. á O. En varios puntos brotan fuentes de aguas frescas y saludables para el consumo del vecindario. El terreno participa de monte y llano, y es de mediana calidad; en la parte inculta al E. y S. de la pobl. hay algunos montes comunes poblados de robles, tojos, retamas y otros arbustos, y en la destinada á cultivo, bastantes prados artificiales. Los caminos son vecinales y en mediano estado. El correo se recibe de Orense por balijero tres veces á la semana. prod.: centeno, maiz, patatas, leña y yerbas, con las que mantiene ganado vacuno, lanar y cabrio; y hay caza de liebres, conejos, perdices y codornices. pobl.: 55 vec., 380 alm. contr. con su ayunt. (V.)
(Madoz, 1847, p. 292)

## Organización territorial
La parroquia está formada por tres entidades de población:
- Barreiro
- Fontechide
- O Castro

## Demografía
| Gráfica de evolución demográfica de Cejo entre 2000 y 2023 |
|                                                            |
| Datos según el nomenclátor publicado por el INE.           |